# Eugen von Quadt zu Wykradt und Isny

Eugen von Quadt zu Wykradt und Isny, als SS-Obersturmführer, vor 1938.

Eugen Franziskus de Paula Joseph Maria Alban Kaspar Graf von Quadt zu Wykradt und Isny (* 6. Januar 1887 in Isny im Allgäu; † 19. Oktober 1940 ebenda) war ein deutscher Politiker und bayerischer Wirtschaftsminister.

## Familie
Eugen von Quadt zu Wykradt und Isny entstammte dem Adelsgeschlecht Quadt. Er war ein Sohn von Bertram Fürst von Quadt zu Wykradt und Isny (1849–1927) und Ludovika Prinzessin von Schönburg-Hartenstein (1856–1932). Quadt heiratete am 21. September 1909 in München Pauline Gräfin zu Königsegg-Aulendorf (* 1. März 1885 in Königseggwald; † 9. Juni 1961 in Tuttlingen). Das Ehepaar hatte die Tochter Ludovika, geboren 1910, verheiratet mit dem Diplomaten Josias von Rantzau, und den Sohn Graf Karl Erwin, geboren 1916.

## Leben
Nach dem Besuch des humanistischen Gymnasiums wurde Quadt Berufssoldat. Ab 1908 gehörte er dem 1. Schweren-Reiter-Regiment „Prinz Karl von Bayern“ als Regimentsadjutant an. In den Jahren 1913 und 1914 arbeitete er vorübergehend an der bayerischen Gesandtschaft in Berlin. Während des Ersten Weltkrieges gehörte Quadt der höheren Adjutantur des Oberkommandos der kaiserlichen 6. Armee, der Heeresgruppe unter dem bayerischen Kronprinzen Rupprecht sowie der Heeresgruppe Mackensen an. Nach seiner Verabschiedung als Rittmeister gehörte er bis 1924 dem Vorstand eines Münchner Industrieunternehmens an.
Quadt war Mitglied der Bayerischen Volkspartei (BVP). Seit September 1930 gehörte er dem Reichstag an. Nach der Machtübertragung an die Nationalsozialisten war er vom 25. April bis 27. Juni 1933 bayerischer Staatsminister für Wirtschaft im Kabinett von Ministerpräsident Ludwig Siebert und damit der einzige Minister, der nicht der NSDAP angehörte. Dabei galt Quadt als „graue Eminenz“ des bayerischen Wirtschaftslebens. Am 27. Juni 1933 trat er wegen der Verhaftung von BVP-Funktionären als Staatsminister zurück. In der BVP war er Beauftragter für die Auflösung der Partei. Quadt stimmte die Erklärung vom 4. Juli 1933 zur Auflösung der BVP mit dem Parteivorsitzenden Fritz Schäffer ab, der zu dieser Zeit im Münchner Gefängnis Stadelheim inhaftiert war. Quadts Aufforderung an die BVP-Mitglieder, zur NSDAP zu wechseln, blieb ohne wesentliche Resonanz.
Er schloss sich im Reichstag der NSDAP-Fraktion als Hospitant an. Quadt blieb bis zu seinem Tod Mitglied des funktionslosen nationalsozialistischen Reichstages. 1934 wurde Quadt Mitglied der SA, in der er den Rang eines Rottenführers erreichte. 1935 trat er der SS (SS-Nummer 274.757) im Rang eines SS-Untersturmführers bei und wurde schließlich am 11. September 1938 zum SS-Hauptsturmführer ernannt. Zum 1. Mai 1937 trat Quadt der NSDAP bei (Mitgliedsnummer 5.354.017).